# 徐涛 (细胞生物物理学家)
徐涛（1970年8月—），男，湖北宜昌人，中国细胞生物物理学家，中国科学院大学教授，中国科学院院士。曾任中国科学院生物物理研究所所长。

## 生平
1992年毕业于华中科技大学，1997年获得华中科技大学博士学位。
2017年当选为中国科学院院士。